# Kalyniwske
Kalyniwske (ukrainisch Калинівське; russisch Калиновское Kalinowskoje) ist eine Siedlung städtischen Typs im Westen der ukrainischen Oblast Cherson mit etwa 1200 Einwohnern (2014).

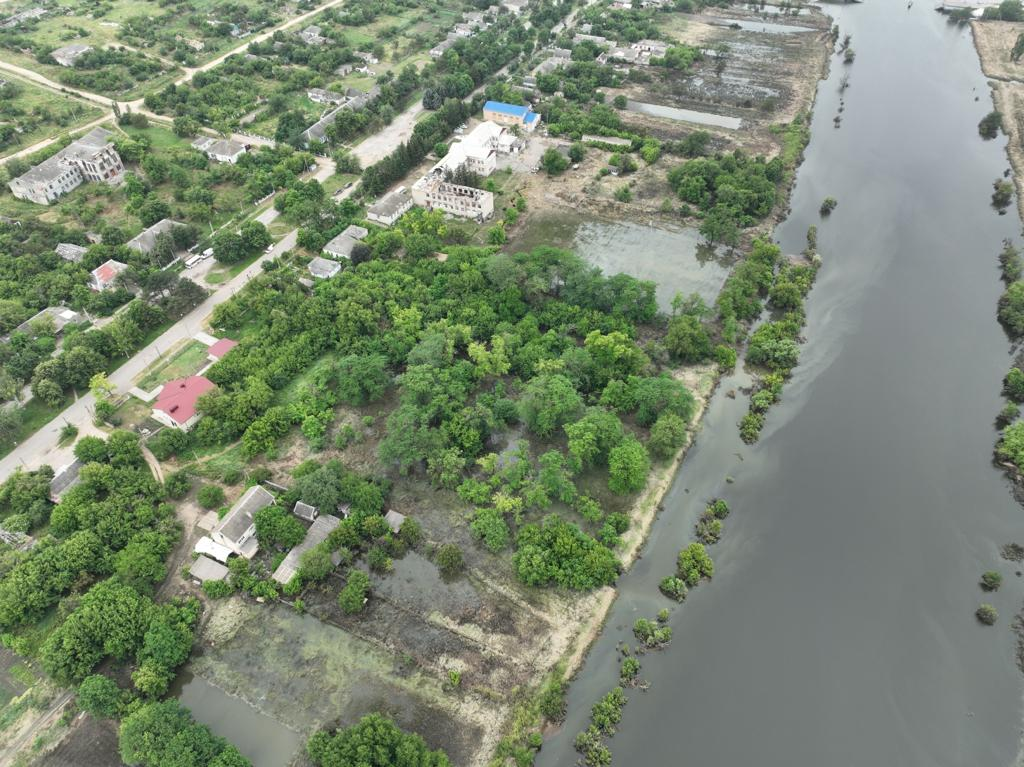
Blick auf Teile des Ortes während des Dammbruchs des Kachowkaer Stausees

## Lage
Die Siedlung liegt im Rajon Beryslaw am Ufer des Inhulez wenige Kilometer vor der Mündung der Wyssun. Kalyniwske befindet sich 37 km südwestlich vom ehemaligen Rajonzentrum Welyka Oleksandriwka und etwa 75 km nördlich der Oblasthauptstadt Cherson.

## Geschichte
Die Ortschaft wurde 1807 unter dem Namen Welyka Sejdemenucha (Велика Сейдеменуха) gegründet. 1927 wurde sie in Kalinindorf und 1944 in Kalininske (ukrainisch Калінінське; russisch Калининское/Kalininskoje) umbenannt.
Zwischen 1927 und 1958 war sie Hauptort des Jüdischen Nationalrajons Kalinindorf (Калініндорфський єврейський район), bzw. ab dem 15. August 1944 Kalininske.
Seit 1967 hat die Ortschaft den Status einer Siedlung städtischen Typs, seit dem 17. März 2016 trägt sie den heutigen Namen Kalyniwske.

## Verwaltungsgliederung
Am 12. Juni 2020 wurde die Siedlung zum Zentrum der neugegründeten Siedlungsgemeinde Kalyniwske (ukrainisch Калинівська селищна громада/Kalyniwska selyschtschna hromada), zu dieser zählen auch noch die 11 in der untenstehenden Tabelle angeführten Dörfer, bis dahin bildete sie die gleichnamige Siedlungsratsgemeinde Kalyniwske (Калинівська селищна рада/Kalyniwska selyschtschna rada) im Westen des Rajons Welyka Oleksandriwka.
Seit dem 17. Juli 2020 ist sie ein Teil des Rajons Beryslaw.
Folgende Orte sind neben dem Hauptort Kalyniwske Teil der Gemeinde:
| Name                     | Name             | Name                                    |
| ukrainisch transkribiert | ukrainisch       | russisch                                |
| ------------------------ | ---------------- | --------------------------------------- |
| Andrijiwka               | Андріївка        | Андреевка (Andrejewka)                  |
| Blahodatiwka             | Благодатівка     | Благодатовка (Blagodatowka)             |
| Bobrowyj Kut             | Бобровий Кут     | Бобровый Кут (Bobrowy Kut)              |
| Krasnoljubezk            | Краснолюбецьк    | Краснолюбецк                            |
| Losowe                   | Лозове           | Лозовое (Losowoje)                      |
| Mala Sejdemynucha        | Мала Сейдеминуха | Малая Сейдеминуха (Malaja Seideminucha) |
| Nowohrednjewe            | Новогреднєве     | Новогреднево (Nowogrednewo)             |
| Nowopoltawka             | Новополтавка     | Новополтавка                            |
| Sapowit                  | Заповіт          | Заповит                                 |
| Selenyj Haj              | Зелений Гай      | Зелёный Гай (Seljony Gai)               |
| Suchyj Stawok            | Сухий Ставок     | Сухой Ставок (Suchoi Stawok)            |